# زايل (فرانكفورت)
زايل (بالألمانية: Zeil) هو طريق في مركز مدينة فرانكفورت بألمانيا. الاسم يرجع للقرن الرابع عشر الميلادي، وهو مُشتق من الكلمة الألمانية «Zeile» بمعنى «صف» والتي تشير إلى صف منازل على الحافة الشرقية من الطرق الشمالي، الاسم لم يُؤخذ ليشير إلى كامل الطريق إلَّا حتى وقت لاحق.
وبحلول نهاية القرن التاسع عشر أصبح زايل أحد أشهر الشوارع في ألمانيا وأكثرها ازدحاماً. وقبل الحرب العالمية الثانية كان يُعرف أيضاً بتواجد المباني الكبيرة فيه ولكن معظمها تدمر ولم يعاد إعماره. يشكل الجزء الغربي لزايل مشاة تقع بين مركزيين تجاريين كبيرين، وتقع هاوبتفاخه في الشرق. هاتين المنطقتين تخدم كتقاطعات لقطارات الأنفاق، والترامات، والحافلات.

## معرض الصور

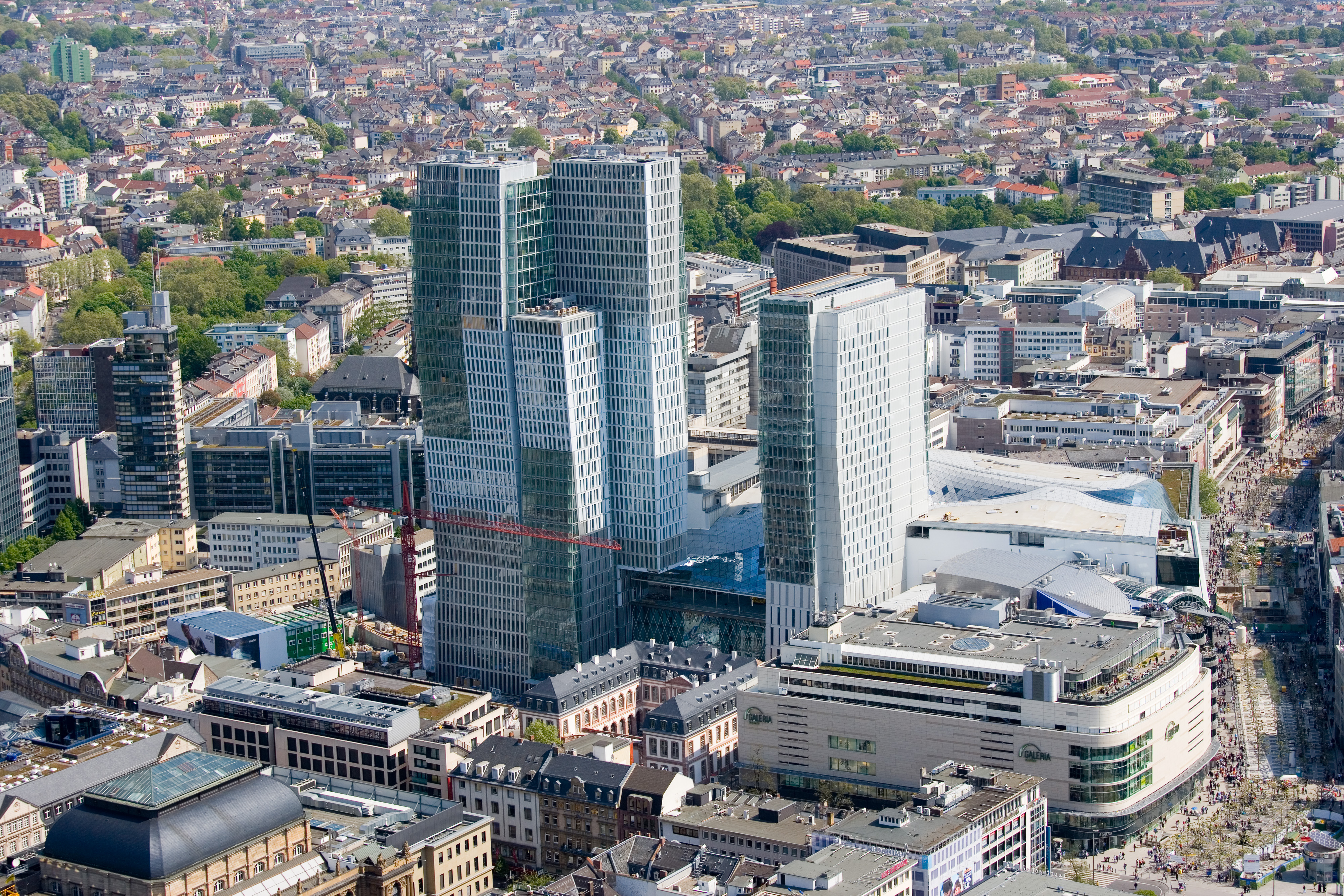
مشهد من برج ماين صوب مجمع باليه كوارتيه
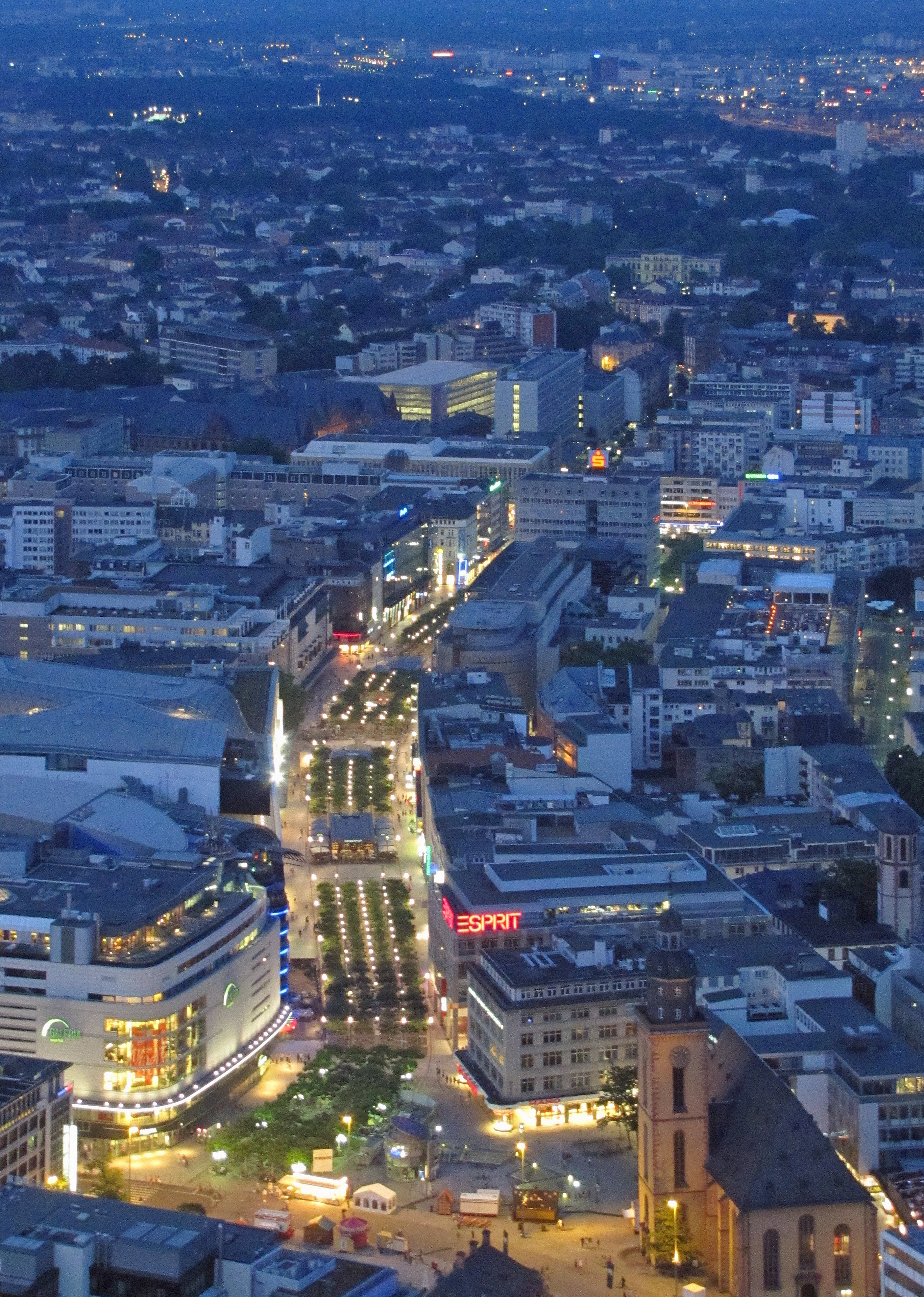
مشهد جوي لشارع زايل ليلاً
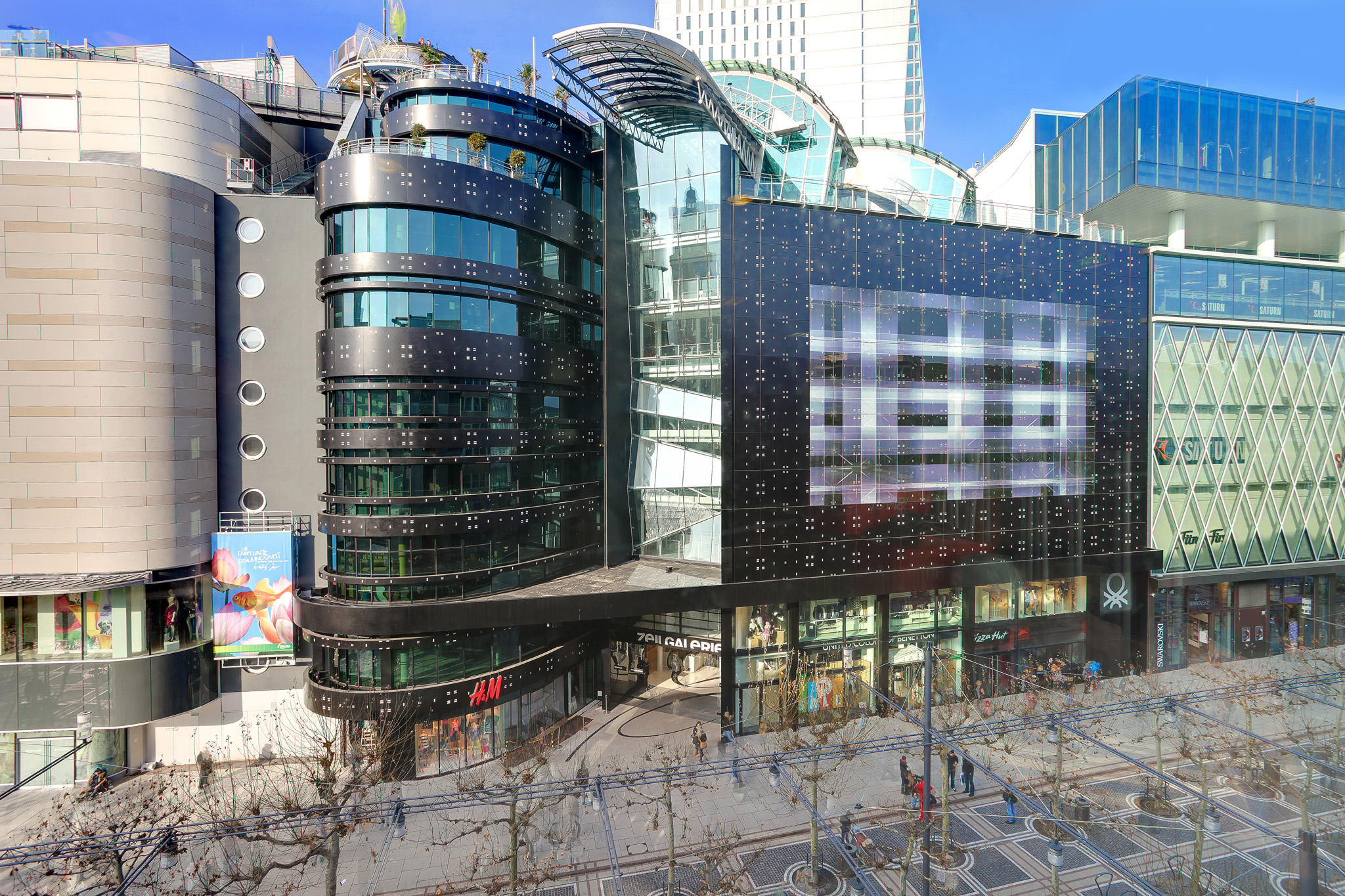
رواق مركز تسوق زايلغاليري
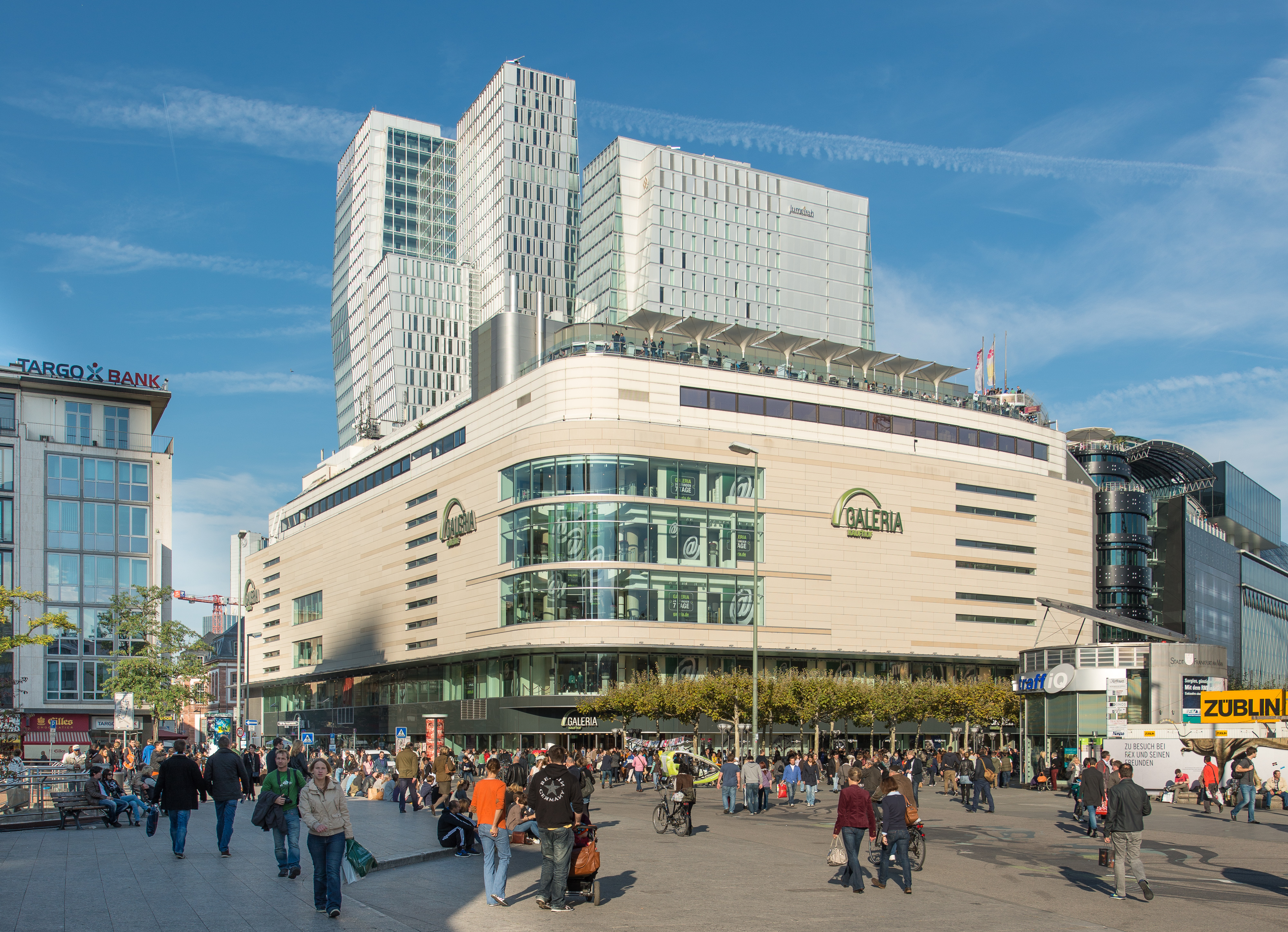
متجر غاليريا كاوفهوف
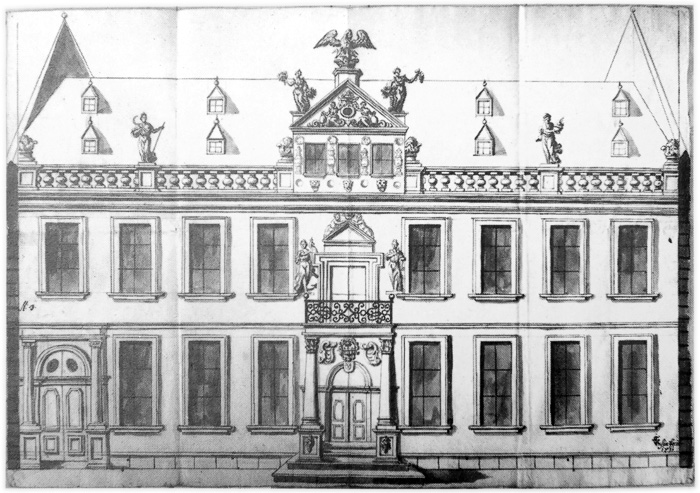
مقر إقامة الإمبراطور كارل السابع في زايل خلال إقامته في المنفى (1711م)
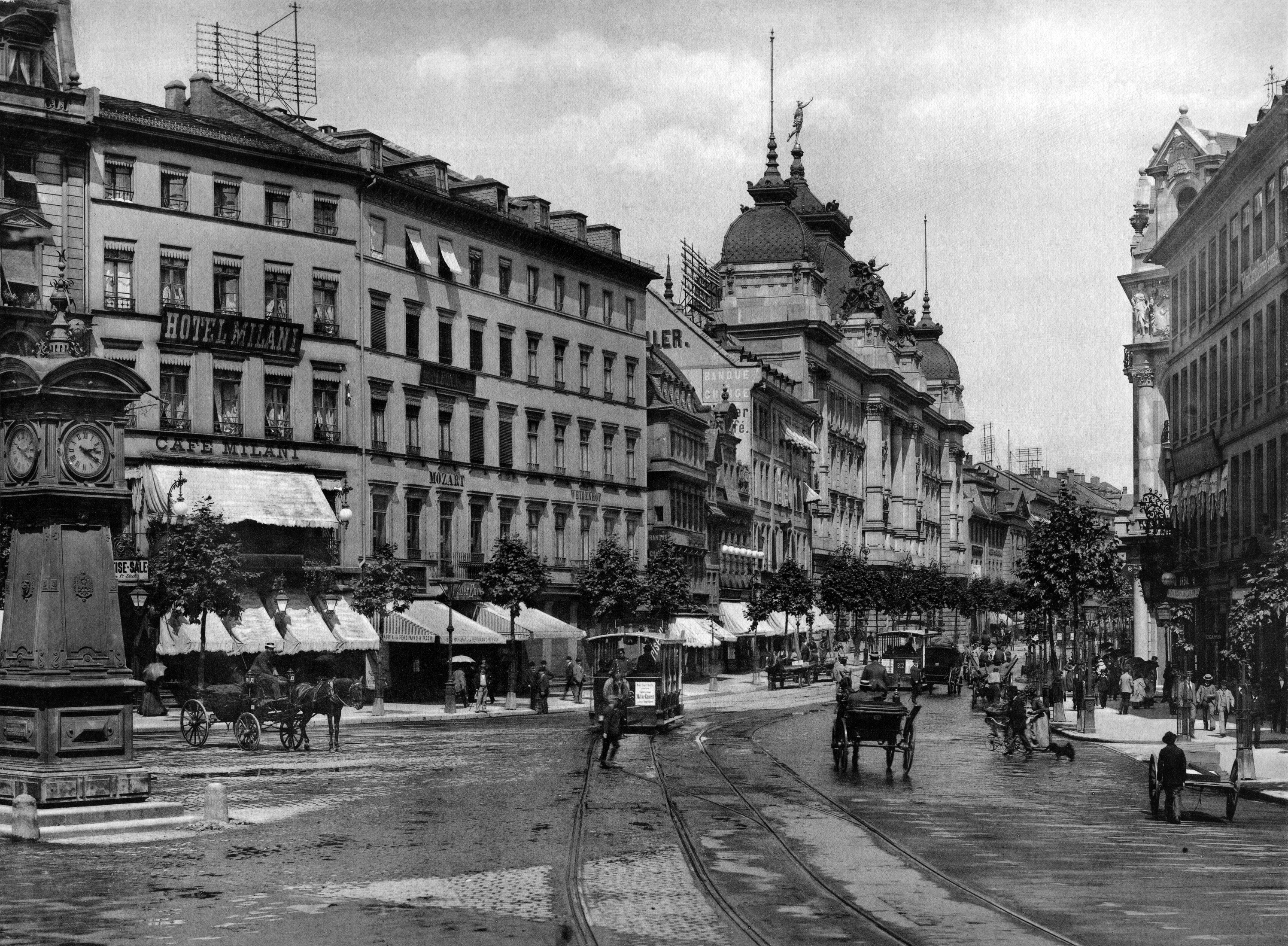
شارع زايل عام 1898
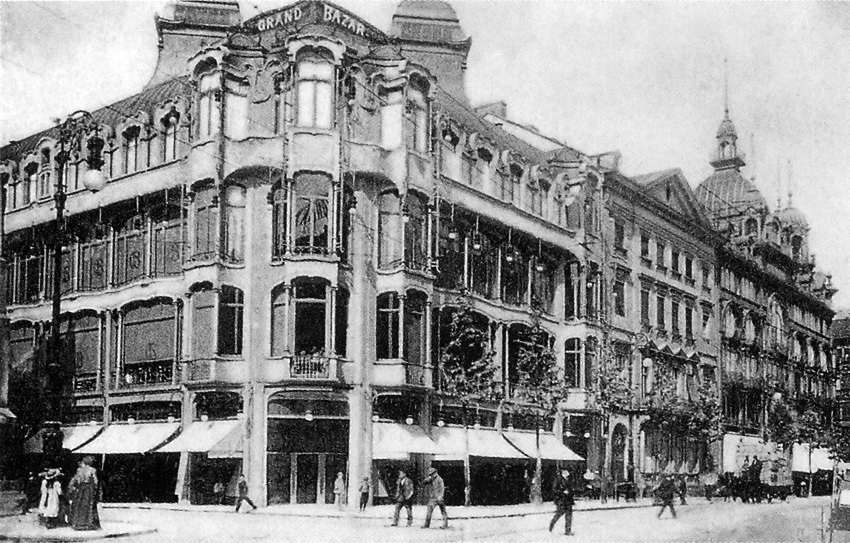
صورة تعود لمطلع القرن العشرين